# Kučuk-Kajnardžijski mir
Kučuk-Kajnardžijski mir, mirovni sporazum sklopljen 21. srpnja 1774. godine Rusije i Osmanskog Carstva u selu Kučuk-Kajnardži, danas Kajnardža u Bugarskoj. Tim mirom je okončan Rusko-osmanski rat (1768. – 1774.), za kojeg je osmanska vojska doživjela niz poraza.
Odredbama mirovnog ugovora, Rusija je dobila utvrdu Kinburn na utoku Dnjepra u Crno more, Kerč i Jenikale na Krimu, Kabardiniju, i što je Rusima bila osobito važno, pravo slobodne plovidbe za trgovačke brodove po Crnome moru, Dunavu i kroz tjesnace Bospor i Dardanele. Jednako tako, Krimski Tatari na Krimu i na Kubanu postali su neovisni, a Rusija je vratila Moldaviju i Vlašku pod nadzor njihovih vojvoda, uz dogovor da ih ona zastupa pred Portom. Osim toga, Rusiji je dozvoljeno da štiti kršćansku vjeru, osobito pravoslavlje, na području Osmanskog Carstva i da otvara diplomatska predstavništva i trgovačke konzulate.

## Vanjske poveznice
|  | Zajednički poslužitelj ima još gradiva o temi Kučuk-Kajnardžijski mir |

- Kučuk-Kajnardžijski mir – Hrvatska enciklopedija
- Kučuk-Kajnardžijski mir Proleksis enciklopedija